# ラフィク・ベルガリ
ラフィク・ベルガリ（Rafik Belghali, 2002年6月7日 - ）は、ベルギー・ルーヴェン出身のサッカー選手。ベルギー・ファースト・ディビジョンB・KVメヘレン所属。ポジションは、ミッドフィールダー（ウイング）。アルジェリア系ベルギー人。